# LIC ITF Women's Tennis Championships 2013
Il LIC ITF Women's Tennis Championships 2013 è stato un torneo di tennis facente parte della categoria ITF Women's Circuit nell'ambito dell'ITF Women's Circuit 2013. Il torneo si è giocato a Pune in India dal 2 all'8 dicembre 2013 su campi in cemento e aveva un montepremi di $25,000.

## Vincitrici

### Singolare
Magda Linette ha battuto in finale  Kamila Kerimbajeva con il punteggio di 7–5, 7–6(5).

### Doppio
Nicha Lertpitaksinchai /  Peangtarn Plipuech hanno battuto in finale  Jocelyn Rae /  Anna Smith con il punteggio di 7–5, 7–5.